# 浜田宏一
浜田 宏一（はまだ こういち、1936年〈昭和11年〉1月8日 - ）は、日本の経済学者。専攻は、国際金融論・ゲーム理論。国際金融に対するゲーム理論の応用で世界的な業績があり、東京大学名誉教授、イェール大学名誉教授。Econometric Society終身フェロー。元内閣官房参与、理論・計量経済学会（現日本経済学会）会長、法と経済学会初代会長、Econometric Society理事、世界貿易機関事務局長助言グループのメンバーを歴任。
バブル崩壊後の失われた10年においては金融政策の失策がその大きな要因とみなし、特に岩田規久男の主張を評価している。日本銀行の金融政策を批判し、リフレーション政策の支持者の一人であり、アベノミクスをトリクルダウン理論であるとして、支持した。

## 来歴
1936年、東京生まれ。横浜国立大学教育学部附属鎌倉中学校を経て、1954年に神奈川県立湘南高等学校卒業。
東京大学に入学し、法学部に進学。法学部に入ってからはこれは失敗かなという気がしたという。同期に角谷正彦らがいる。川島武宜に民法を学んだ。1957年、東大法学部在学中に司法試験第二次試験に合格。
1958年に東京大学法学部卒業後、同大学経済学部に学士入学。大石泰彦のゼミに入る。経済学部では法学部の学生たち様に試験の成績を1つでも上げようとする雰囲気も感じなかったし、楽しかったと述べている。当時の東大経済学部はマルクス経済学が主流で原論とされていたという。1960年に東大経済学部卒業。1962年、同大学院にて経済学修士(M.A.)を取得すると、フルブライト奨学生としてイェール大学へ留学、ジェームズ・トービン教授（1981年ノーベル経済学賞受賞）に師事した。「アメリカに留学するなら、イェール大学に行って、ジェームズ・トービンに学びなさい」という館龍一郎のアドバイスに従ってのことだった。
浜田は「館と同じように、トービンも、学問はもとより人柄もプリンシプル（主義や信条）の面でも、本当に立派な学者だった。文字通り、私は敬服の限りだった」「トービンとの師弟関係のなかで印象的だったことはいくつもある。一つは、博士論文を書こうとした際トービンに指導教授になってもらい、自分の論文を書こうという段になった。テーマは国際間の資本移動である。私が『文献を調べる』といったところで、途端に遮られた。トービンに『自分で考えずに文献を調べてはいけない。先行研究すると、君の発想・アイデアが消されてしまう。まずは、自分の頭で考える。そうすることで、先人がどのように苦労してきたかが分かる。その上で、困ったときに他の人の文献を見ればいい』とアドバイスされた」「日本にはないやり方であり、非常にありがたい助言だった。その影響で、私は先行研究を知ることに熱心ではない。勿論、論文を公刊する前に先人の業績とどう違うか調べなくてはならない。時には怠って、すでに発表されているものと重複してしまい、審査員に突き返されることもある。トービンの指導は、自分の発想の持ち味を殺さないという意味で貴重であった」と述懐している。国際経済学の分野では、関税による保護の下で資本を流入させると厚生が悪化し得るという宇沢＝浜田の命題を示した。
- 1962年 - 経済学修士(M.A.)取得 (東京大学)
- 1964年 - 経済学修士(M.A.)取得 (イェール大学)
- 1965年 - イェール大学で(Ph.D.)取得（指導教授はジェームズ・トービン）　東京大学助手に就任
- 1967年 - 日経・経済図書文化賞受賞
- 1969年 - 東京大学経済学部助教授に昇格
- 1971年 - マサチューセッツ工科大学客員研究員（1973年まで）
- 1977年 - ロンドン・スクール・オブ・エコノミクス客員講師（1978年まで）
- 1980年 - エコノミスト賞受賞
- 1980年 - Econometric Society理事(1985年まで)
- 1981年 - 東京大学経済学部教授に昇格
- 1984年 - シカゴ大学客員教授
- 1985年 - イェール大学客員教授（1986年まで）
- 1986年 - イェール大学経済学部教授に就任
- 1991年 - 大阪大学客員教授（1992年まで）
- 1994年 - 理論・計量経済学会（現日本経済学会）会長(1995年まで)
- 2001年 - 内閣府経済社会総合研究所長(2003年1月まで)
- 2003年 - 中央大学大学院総合政策研究科特任教授
- 2005年 - イェール大学経済学部タンテックス講座名誉教授の称号を得る
- 2006年 - 瑞宝重光章受章[20]
- 2007年 - 神戸大学学術研究アドバイザリーボード委員に就任
- 2012年12月 - 内閣官房参与に就任
- 2013年 - 神戸大学経済経営研究所グローバル金融研究部門リサーチフェロー就任
- 2020年9月16日- 内閣官房参与を退職[21]

## 主張

### 構造改革
自身の考えを「私はもしかしたら竹中平蔵氏の考えに近すぎるかもしれない」「構造改革はとても重要であり、竹中氏がずっと唱えているようなアイデアをたくさん導入すべきである」「政府が弱者のためにセーフティネットを用意するのは大事である。しかしそうかといって、大金持ちの子どもも、貧乏人の子どももみんな高校授業料の無償化をするというのは、所得再分配効果としてはものすごく不能率である。そういうことはやめていかないといけない。そういう意味で、竹中氏はあんなにいいことをやっているのに、どうしてみんながついていかないのか疑問である」とし、竹中平蔵の考えや政策を称賛し、同政策の推進を日本外国特派員協会の会見にて語っている。

### 法人税
日本の法人税は、国際的にみて高めの実効税率を引き下げる必要性を指摘し、「法人税を今（2013年）のまま日本に投資を誘致しようとしても難しい」「規制緩和と一緒に法人税を引き下げることが重要である。グローバル化した社会の中で、法人税を高いままにしておくと租税競争で負ける」「高い法人税率は日本への投資を阻害しており、20%台に引き下げれば、日本の資本市場も変わる」と述べている。
また「企業には環境税・租税特別措置法の廃止など別の形で財政再建の負担を負ってもらう。総論賛成で法人税は下げて特別措置は残してくれというのは、企業のエゴそのものである」と指摘している。

### 為替と物価
円高と日本のデフレーションについて「日本の場合、円高などで企業所得は減っても雇用は減らさない。各企業が無駄な雇用まで抱えて能率が悪いことをやっている。（企業が）損失が出しても我慢しているということであり、それは大変である」と述べている。また自身の著書で、人口減少をデフレの原因とする説には根拠がないと指摘している。
日本銀行の2%の物価目標について「財・サービスや消費、投資、雇用などにどれだけ早く効果が及ぶかが問題である。経済が回復してくれれば、1%に越したことはない。過剰設備を解消し、失業率も改善し、有効求人倍率も1より大きな地域が増える状態が望ましい」と述べている。また「物価は2%までなら何の問題もないが、4-5%になれば国民への大衆課税となる。インフレは行き過ぎないように止めることは重要である」と指摘している。 

### 日本銀行
日本銀行法について「1998年に新日本銀行法が施行されて以降、日本経済は世界各国の中でほとんど最悪といっていいマクロ経済のパフォーマンスを続けてきた」「あまりドラスチックに改正する必要はないが日銀法を変えるべきである」「誰が総裁になるにしろ、いつも次の国会に行ったら問責されて首になると思ったら、いい金融政策はできない。ある程度自由に、柔軟に、しかも中長期の見通しの上に立った金融政策を推進すべきで、総裁の罷免まで法律に書くのはいかがかなと思う」「旧日銀法にあった総裁の罷免権まで財務大臣に与えるというのは極端で、そこまでやる必要はない。目標が達成できないときに、日銀が説明責任を負うことは最低限必要である」と主張している。

### アベノミクス
アベノミクスの三本の矢を大学の通知表にならって採点すると「金融緩和はAプラス、財政政策はB、成長戦略の第三の矢はE（ABE）」としている。
構造改革の必要性を強調し、「低調な景気回復が供給面の制限によるものであれば、規制緩和、貿易自由化、法人税減税を含む（アベノミクスの）第3の矢が生産能力の拡大促進への解決策となる」と提言している。
「アベノミクスの第1期については、トリクルダウンであるのは事実である。まず輸出産業が良くなりその後、株価の上昇によって最初に利益を受けたのは外国人を含めた金持ちの投資家だった。次に時間外賃金の上昇といった形でパート・アルバイトの労働市場に波及した。単純労働者の賃金が上がっていくような技術進歩の過程にないため、トリクルダウンの成果は遅いが、日本も明るさが見えてきて、庶民にも経済成長の恩恵が降りてきている。つまり、第1の矢によるトリクルダウン効果がより具体的に現れて国民生活を潤している」と指摘している。

### 通貨統合
2004年時点では単一通貨について、金融政策が制約されても、通貨取引のコストの節約、通貨相場変動の安定によって貿易が活性化すると指摘しており、日本・中国を中心、或いは日本・中国・韓国・ASEAN・オーストラリアが協力して東洋の通貨圏の形成を考えてもよいと指摘している。

### 外交
2014年6月、「平和と安全を考えるエコノミストの会」が首相官邸へ日・中・韓の関係改善を提言。会側の一人として名を連ねた。提言の内容は河野談話、村山談話の踏襲、靖国神社に代わる無宗教の慰霊施設設置、領土問題の棚上げなどであったが、官邸側は受け取りを断っている。

## 批判
2013年2月27日付の朝日新聞で齊藤誠一橋大教授が浜田に対して「物価が2%上昇すると金利は3%になり、企業コストが膨らみ、国債価格が急落して国も銀行も企業も困る」と批判した。
これに対し浜田は「斎藤教授の理論は、貨幣と財・サービスは分離されているので、貨幣政策によって財・サービスの向上は図れないというものである。だがリーマン・ショック後の世界は、貨幣と財・サービスとが切り離せないことを示した。一時の流行で貨幣の役割を無視する経済学を教えられる学生はかわいそうであり、それで苦しむ国民はもっと気の毒である。国民が目の前で苦しんでいるのに、経済学者が動かないでどうする」と反論した。また「斎藤教授には、経済政策についてインタビューを申し込んだことがあるが、『自分は純粋な経済学しか追究しない』という理由で断られた。朝日新聞のインタビューで私を大々的に批判するのは研究で、私との討論は研究ではないのか」と批判した。

## 著書

### 単著
- 『経済成長と国際資本移動--資本自由化の経済学』（東洋経済新報社, 1967年）
- 『損害賠償の経済分析』（東京大学出版会, 1977年）
- 『国際金融の政治経済学』（創文社, 1982年）
- 『為替レートの決定要因(経済研究所シリーズ<No.4>)』 (経済同友会経済研究所, 1983年)
- The Political Economy of International Monetary Interdependence, trans. by Charles Yuji Horioka and Chi-Hung Kwan, (MIT Press, 1985).
- 『エール大学の書斎から――経済学者の日米体験比較』（NTT出版, 1993年）
- 『モダン・エコノミックス(15)国際金融』（岩波書店, 1996年）
- Strategic approaches to the international economy : selected essays of Koichi Hamada , (Edward Elgar, 1996).
- 『アメリカは日本経済の復活を知っている』(講談社, 2012年)
- 『アベノミクスとTPPが創る日本』(講談社, 2013年)
- 『グローバル・エリートの条件』（PHP研究所,2015年）
- 『21世紀の経済政策』（講談社, 2021年）

### 共編著
- (島野卓爾)『日本の金融』（岩波書店, 1971年）
- (村上泰亮)『経済学の新しい流れ――日本経済の理論と現実』（東洋経済新報社, 1981年）
- (黒田昌裕・堀内昭義)『日本経済のマクロ分析』（東京大学出版会, 1987年）
- (野口悠紀雄・コウゾウ・ヤマムラ編) 『比較・日米マクロ経済政策(シリーズ・現代経済研究)』 (日本経済新聞社, 1996年)
- (岩田規久男編著) 『金融政策の論点―検証・ゼロ金利政策』(東洋経済新報社, 2000年)
- (内閣府経済社会総合研究所) 『世界経済の中の中国』(NTT出版, 2003年)
- (堀内昭義・内閣府経済社会総合研究所）『論争日本の経済危機――長期停滞の真因を解明する』（日本経済新聞社, 2004年）
- (原田泰・内閣府経済社会総合研究所）『長期不況の理論と実証――日本経済の停滞と金融政策』（東洋経済新報社, 2004年）
- (野口旭編) 『経済政策形成の研究―既得観念と経済学の相克』 (ナカニシヤ出版, 2007年)
- Ageing and the Labor Market in Japan: Problems and Policies, co-edited with Hiromi Kato, (E. Elgar, 2007).
- (大塚啓二郎・東郷賢ほか) 『模倣型経済の躍進と足ぶみ　-戦後の日本経済を振り返る-』 (ナカニシヤ出版, 2010年)
- Japan's bubble, deflation, and long-term stagnation, co-edited with Anil K Kashyap, and David E. Weinstein, (MIT Press, 2011).
- (岩田規久男・原田泰編) 『リフレが日本経済を復活させる』 (中央経済社, 2013年)

### 共著
- (根岸隆) 『計画理論入門 (1962年) (マネジメント新書<第9>)』 (日本能率協会, 1962年)
- (館龍一郎)『現代経済学（6）金融』（岩波書店, 1972年）
- (岩田一政）『金融政策と銀行行動』（東洋経済新報社, 1980年）
- (黒坂佳央)『マクロ経済学と日本経済』（日本評論社, 1984年）
- (菊地悠二)『国際金融の解明--理論の世界・実務の世界』（有斐閣, 1997年）
- (堺屋太一) 『進むべき道―日本は楽しくなれる』 (PHP研究所, 2001年)
- (野口旭)『経済政策形成の研究--既得観念と経済学の相克』（ナカニシヤ出版, 2007年）
- (若田部昌澄・勝間和代) 『伝説の教授に学べ！ 本当の経済学がわかる本』 (東洋経済新報社, 2010年)
- (田中秀臣など) 『日本経済は復活するか』(藤原書店, 2013年)
- (安達誠司)『世界が日本経済をうらやむ日』(幻冬舎,2015年）
- (内田舞) 『うつを生きる』 （文春新書, 2024年)

### 訳書
- ジェームズ・トービン『マクロ経済学の再検討--国債累積と合理的期待』（日本経済新聞社, 1981年）

### 学術論文
- "On the Optimal Level of the Risky Foreign Investment," Economic Studies Quarterly, Vol.16, No.1, November 1965.
- "Strategic Aspects of Taxation of Foreign Investment Income," Quarterly Journal of Economics, Vol.80, No.3, August 1966.
- "Economic Growth and Long-Term International Capital Movements," Yale Economic Essays, Vol.6, No.1, Spring 1966.
- "On the Optimal Transfer and Income Distribution in a Growing Economy," The Review of Economic Studies, Vol.34, Issue 3, No.99, June 1968, pp.295-299.
- "Substitution and complementarity in the choice of risky assets (PDF) ," (with Shoichi Royama), in D. Hester and J. Tobin ed., Risk Aversion and Portfolio Choice, Cowles Foundation Monograph 19, 1968.
- "Optimal Capital Accumulation by an Economy Facing an International Capital Market," Journal of Political Economy, Vol.77, No.4, Part 2, July/August 1969.
- "The Economic Consequences of Pegging to the Dollar in a Multi-Currency World," Review of International Economics, Vol.10, Issue 1, February 2002, pp.16-25.
- "A Multi-period Portfolio Choice and the Existence of Money," Economic Studies Quarterly, Vol.20, No.1, April 1969.
- "Lifetime Equity and Dynamic Efficiency on the Balanced Growth Path," Journal of Public Economics, Vol.1, No.3, November 1972.
- "An Application of Continuous-time Stochastic Control to a Problem of Dynamic Portfolio Choice," Economic Review, Vol.23, No.2, April 1972.
- "Income, Consumption and the Demand for Money," Economic Studies Quarterly, Vol.23, No.1, May 1972.
- "A Simple Majority Rule on the Distribution of Income," Journal of Economic Theory, Vol.6, No.3, June 1973, pp.243-264
- "An Economic Analysis of the Duty Free Zone," Journal of International Economics, Vol.4, August 1974, pp.225-241.
- "Income Taxation and Educational Subsidy," Journal of Public Economics, Vol.3, October 1974, pp.145-158.
- "The Brain Drain, International Integration of Markets for Professionals and Unemployment: A Theoretical Analysis," (with J. N. Bhagwati), Journal of Development Economics, Vol.1, No.1, 1974, pp.19-42.
- "Efficiency, Equality, Income Taxation and the Brain Drain: A Second-Best Argument," Journal of Development Economics, Vol.2, No.3, pp.281-287, 1975.
- "Domestic Distortions, Imperfect Information and the Brain Drain," (with J.N. Bhagwati), Journal of Development Economics, Vol.2, No.2, 1975, pp.265-279.
- "A Strategic Analysis of Monetary Interdependence," Journal of Political Economy, Vol.84, No.4, Part 1, August 1976, pp.677-700.
- "Liability Rules and Income Distribution in Product Liability," The American Economic Review, Vol.66, No.1, March 1976, pp.228-234.
- "Random Walks and the Theory of the Optimal International Reserves," (with Kazuo Ueda), The Economic Journal, Vol.87, Issue 348, December 1977, pp.722-742.
- "International Transmission of Stagflation Under Fixed and Flexible Exchange Rates," (with Hidekazu Eguchi), Journal of Political Economy, Vol.86, No.5, October 1978, pp.877-895.
- "Japan: Communication Problems of the Nouveau Riche," The World Economy, Vol.1, No.4, October 1978, pp.407-418.
- "The Call Market and the Money Supply Process in Japan," (with Kazumasa Iwata), Internationales Asienforum, Vol.11, No.3-4, November 1980, pp.337-356.
- "Censored Income Distributions and the Measurement of Poverty," (with Noriyuki Takayama), Bulletin of International Statistic Institute, Vol. 47, No.1, April 1980, pp.617-630.
- "The Law and Economics of Traffic Accidents in Japan," Japanese Economic Studies, A Journal of Translations, White Plains, NY 8, 1980, 3.
- "Tax Policy in the Presence of Emigration," (with J. N. Bhagwati), Journal of Public Economics, Vol.18, pp.291-317, August 1982.
- "International Interest Differentials and the Volatility of Exchange Rate," (with Takahiko Mutoh), Keio Economic Studies, 1984, pp.71-94.
- "The Relationship Between Production and Unemployment in Japan: Okun's Law in Comparative Perspective," (with Yoshio Kurosaka), European Economic Review, Vol.25, No.1, June 1984.
- "National Income, Terms of Trade and Economic Welfare," (with Kazumasa Iwata), The Economic Journal, Vol.94, Issue 376, December 1984, pp.752-771.
- "International Short-Term Capital Flow and the Foreign Exchange Rate: Japan, 1973-1980," (with Takahiko Mutoh), Economic Studies Quarterly, Vol.34, No.2, pp.97-115, August 1984.
- "Lawrence B. Krause and Sueo Sekiguchi, eds., Economic International in the Pacific Basin: (The brookings Institution, Washington, D.C., 1980) pp. xiv + 269," Journal of International Economics, Vol.17, issue 1-2, 1984, pp.194-196.
- "Trends in Unemployment, Wages and Productivity: The Case of Japan," (with Yoshio Kurosaka), Economica, Vol.53, Issue 210 Supplement, 1986, pp.S275 -S296.
- "Strategic Aspects of International Fiscal Interdependence," The Economic Studies Quarterly, Vol.37, No.2, June 1986, pp.165-180.
- "L'integration monetaire en perspective historique," (with David Porteous), Revue d'economie financiere, No.22, Antomne 1992, pp. 77-92.
- "On the International Capital Ownership Pattern at the Turn of the Twenty-First Century," (with Kazumasa Iwata), European Economic Review, Vol.33, Issue 5, 1989, pp.1055-1079. Reprinted International Journal of Development Banking, Vol.10, No.1, January 1992.
- "Broadening the Tax Base: The Economics Behind It, " Asian Development Review, Vol.12, No.2, 1994, pp.53-90.
- "International Trade and Investment Under Different Rates of Time Preference," (with Kyoji Fukao), Journal of the Japanese and International Economies, Vol.8, pp.22-51, 1994. Also International Journal of Development Banking, Vol.14, No.2, July 1.
- "Product Liability Rules: A Consideration of Law and Economics in Japan," Japanese Economic Review, Vol. 46, No. 1, March 1995, The Presidential Lecture of the Japanese Association of Economics and Econometrics, 1994.
- "Behind the U.S./Japan Trade Conflict," The World Economy, Vol.18 Issue 2, 1995, pp.269-294, Ali M. El-Agraa, ed., Basil Blackwell Ltd..
- "The Effect of Foreign Direct Investment on the Pattern of Trade: Is Investment a Substitute for Trade?," Review of Asian and Pacific Studies, No.14, 1997, pp.1-17.
- "Economic Integration and the Welfare of Those Who Are Left Behind: An Incentive-Theoretic Approach," (with Junichi Goto), Journal of the Japanese and International Economies, Vol.12, No.1, March1998, pp.25-48.
- "Incentive Mechanisms Surrounding International Financial Institutions," Asian Development Review, Vol.16, No.1 1998, pp.126-150.
- "The Choice of International Monetary Regimes in a Context of Repeated Games," Open Economies Review, Vol.9, No.1, 1998, pp.417-446.
- "The Incentive Structure of a 'Managed Market Economy': Can it Survive the Millennium?," American Economic Review, (Proceedings), Vol.88, No.2, 1998, pp.417-421.
- "Regional Economic Integration and Article XXIV of the GATT," (with Junichi Goto), Review of International Economics, Vol.7, Issue 4, 1999, pp.555-570.
- "On the Development of Rotating Credit Associations in Japan," (with Robert Dekle), Economic Development and Cultural Change, Vol.49, No.1, 2000, pp.77-90, University of Chicago Press.
- "Japan 1968: A Refraction Point During the Era of the Economic Miracle," Review of Asian and Pacific Studies, No.19, 2000, pp.1-20, @ Seikei University Center for Asian and Pacific Studies.
- "Capital Flight, North-South Lending, and Stages of Economic Development," (with Masaya Sakuragawa), International Economic Review, Vol.42, No.1, February 2001, pp.1-24.
- "The Economic Consequences of Pegging to the Dollar in a Multi-Currency World," Review of International Economics, Vol.10, Issue 1, February 2002, pp.16-25.
- "Nonperforming Loans Versus Economic Recession," The Japanese Economy, Vol.30, No.1, January-February 2002, pp.8-21.
- "On the Nature of the Heisei Recession," Keizai Bunseki (The Economic Analysis), No.169, ESRI, March 2003.
- "Policy Making in Deflationary Japan," The Japanese Economic Review, Vol.55, No.3, September 2004, pp.221-239.
- "The Role of Preconceived Ideas in Macroeconomic Policy: Japan's Experiences in the Two Deflationary Period," (with Asahi Noguchi), International Economics and Economic Policy, Vol.2, 2005, pp.101-126.
- "On the Conditions that Preclude the Existence of the Lerner Paradox and the Metzler Paradox," (with Masahiro Endoh), Keio Economic Studies, Vol.42, No.1-2, 2005, pp.39-50.
- "Monetary and International Factors behind Japan's Lost Decade," (with Yasushi Okada), Journal of Japanese and International Economies, Vol.23, Issue 2, June 2009, pp.200–219. doi:10.1016/j.jjie.2009.01.004

## 公開書簡
- 白川方明・日本銀行総裁への公開書簡 - 東洋経済オンライン

## 主な門下生
- 東京大学
  - 白川方明[36][37][38]
  - 池田信夫[39]
  - 山崎元[39]
  - 中尾武彦[40]
  - 福田慎一
- イェール大学
  - 田村耕太郎
  - 三村和也